# 白川澄子
白川澄子（しらかわ すみこ；1935年6月26日—2015年11月25日）是日本聲優。出生於東京。隸屬於劇団河事務所，慶應大學畢業。

## 経歴
長期擔任海螺小姐角色中島君，多啦A夢中的岀木杉的配音。
2015年11月25日早上因蛛网膜下腔出血在家中浴室滑倒死去。原預定在11月26日開工的收音工作因其無法到場而延誤，後聯絡事務所人員才發現其臉朝浴缸溺斃而亡。沒有任何外傷，門鎖無破壞跡象。
白川死後，海螺小姐中最年長的聲優角色為，由增岡弘配音。

## 出演作品
粗體字為主演作品。

### 電視動畫
1965年
- 原子小金剛第一季

1968年
- 巨人之星（左門二郎）
- 鬼太郎第1期（頓平的隊友、百目小子、忠助的朋友、女孩子）

1969年
- 噴嚏大魔王（小傻瓜、金田、春夫）
- 甜蜜小天使第1代（浪速元子／莫可）

1971年
- 海螺小姐（中島弘〈第1代〉、裡側的祖母〈第1代〉、拓雄〈第1代〉、花枝子〈第1代〉、堀川〈第1代〉）
- 鬼太郎第2期（和善、松下幸太郎）

1972年
- 科學小飛俠（珍奇羅、少年）

1975年
- 時間飛船（五右衛門、皮諾喬、吉姆、少年）
- 龍龍與忠狗（安德雷）

1976年
- 尋母三千里（多明尼克）

1978年
- 佩琳物語（孫子）

1980年
- 哆啦A夢 (大山羨代版)（出木杉英才"小杉"）
- 湯姆歷險記（席德·索耶）

1981年
- 原子小金剛第2季（普拉、阿滿）

1986年
- 鬼太郎第3期（吉夫）

2014年
- 宇宙浪子（廣史）

### 劇場版動畫
- 哆啦A夢劇場版

- 大雄的大魔境（小杉）
- 大雄的魔界大冒險（小杉）
- 大雄的宇宙小戰爭（小杉）
- 大雄的平行西遊記（小杉）
- 大雄的創世日記（小杉）
- 大雄的發條都市冒險記（噗皮）
- 大雄與翼之勇者（小杉）